# Правый (линейный корабль)
«Правый» — парусный 76-пушечный линейный корабль Черноморского флота Российской империи. Первый корабль Черноморского флота, корпус которого был скреплен медными болтами и обшит медными листами.

## История службы
Корабль «Правый» был заложен в Херсоне и после спуска на воду в 1805 году перешёл в Севастополь.
В марте 1807 года в составе отряда капитан-командора Т. Г. Перского выходил из Севастополя к Синопу для уничтожения турецких судов. 8 апреля 1807 года в составе эскадры контр-адмирала С. А. Пустошкина вышел из Севастополя к Анапе. Однако 11 апреля разыгрался сильный шторм, в результате многие корабли получили такие повреждения, что повернули назад, и 13 апреля эскадра вернулась в Севастополь, а корабли поставлены на ремонт. 21 апреля эскадра покинула Севастополь, но корабли «Правый» и «Победа» вынуждены были остаться для дальнейшего ремонта. 
31 мая «Правый» в составе эскадры под С. А. Пустошкина вышел из Севастополя. 6 июня эскадра подошла к Трапезунду. 11 июня корабли эскадры вели огонь по береговым укреплениям и высадили десант. Но ввиду превосходства противника в войсках 12 июня десант был снят с берега, и эскадра ушла в Феодосию, а 10 июля вернулась в Севастополь.
30 июня «Правый» составе эскадры контр-адмирала А. А. Сарычева вышел из Севастополя к Синопу, Самсуну и Варне для поиска турецкого флота. Не обнаружив противника и получив повреждения во время шторма, суда эскадры 26 июля вернулись в Севастополь. 9 августа эскадра вышла к болгарским берегам, подошла к Варне, но не решилась атаковать крепость без поддержки сухопутных войск и 17 августа ушла от Варны. Обнаружив в море турецкий флот, суда эскадры пошли на сближение, но турки, избегая боя, начали отходить и ночью им удалось уйти. 26 августа эскадра вернулась в Севастополь. 6 октября, приняв на борт десант, суда эскадры вышли из Севастополя к Трапезунду и 11 октября подошли к крепости. Эскадра бомбардировала береговые батареи и высадили десант. Но 17 октября ввиду численного превосходства противника десант пришлось снять с берега, корабли эскадры ушли от Трапезунда и 30 октября вернулись в Севастополь.
С 27 июня по 15 августа 1811 года в составе эскадры вице-адмирала P. P. Галла выходил в крейсерство в район Варна к мысу Калиакра. В 1812 году с эскадрой стоял на Севастопольском рейде для обучения экипажа. В июле 1813 году корабль в составе эскадры находился в практическом плавании.

## Командиры корабля
Командирами корабля в разное время служили:
- М. П. Селиванов (1805 год).
- К. А. Твент (1807 год).
- М. С. Микрюков (1809—1811 годы).
- М. Е. Снаксарев (1813 год).